# Ianthella topsenti
Ianthella topsenti är en svampdjursart som först beskrevs av William Johnson Sollas 1903.  Ianthella topsenti ingår i släktet Ianthella och familjen Ianthellidae. Inga underarter finns listade i Catalogue of Life.